# William Ross Adey
 (décembre 2024).
Si vous disposez d'ouvrages ou d'articles de référence ou si vous connaissez des sites web de qualité traitant du thème abordé ici, merci de compléter l'article en donnant les références utiles à sa vérifiabilité et en les liant à la section « Notes et références ».
William Ross Adey, né le 31 janvier 1922 à Adélaïde (Australie) et mort le 20 mai 2004 à Los Angeles (États-Unis) est un chercheur spécialisé dans l'étude des effets biologiques des champs électromagnétiques et professeur d'anatomie et de physiologie à l'université de Californie.

## Biographie
Il obtient une licence en médecine et chirurgie à l'université d'Adélaïde à l'âge de 21 ans. Très intéressé par la radiologie il obtient une licence radio[pas clair] à l'âge de 17 ans. Autodidacte, il découvre la technique de l'électroencéphalographie et fabrique le premier appareil EEG d'Australie.
Mis en disposition par la Royal Australian Navy, il devient docteur en médecine à l'université d'Adélaïde et étudie les myopathies chroniques et le fonctionnement moteur des grenouilles. Il étudie ensuite le système limbique. Ses domaines d'expertise comprennent notamment l'électronique, l'anatomie et le fonctionnement du cerveau.
En 1957, il intègre l'université de Californie à Los Angeles et s'intéresse à de nombreux sujets allant de la biophysique de la membrane cellulaire à l'étude des comportements humains. En 1977, il s'installe à l'Hôpital des vétérans Jerry L. Pettis et publie alors environ 400 articles concernant les caractéristiques électriques du cerveau, les potentiels évoqués, la communication intracellulaire et les effets biologiques des champs électromagnétiques.
Il montre (voir aussi les travaux de Vernadsky et Alexandre Gourvitch) que les champs électromagnétiques n'ont pas seulement des effets thermiques sur les cellules mais que les champs d'intensité faible induisent des effets biochimiques, physiologiques, et comportementaux. Il crée des cartes de l'activité électrique du cerveau (voir Antoine Remond) et met au point la télémétrie  EEG. Il étudie les altérations neurologiques lors des vols spatiaux. 
Au cours de sa carrière, il est également conseiller de la Maison-Blanche, intervenant au Congrès des États-Unis et dirige le Conseil national d'étude des champs électromagnétiques de très basses fréquences.
Il meurt d'une infection à pseudomonas le 20 mai 2004.

## Distinctions
Il est honoré par la Société royale de médecine (Royaume-Uni) et reçoit la médaille d'Arsonval de la Bioelectromagnetics Society et le Prix Hans Selye.